# Pain (album)
Pour les articles homonymes, voir Pain (homonymie).
 (novembre 2016).
Si vous disposez d'ouvrages ou d'articles de référence ou si vous connaissez des sites web de qualité traitant du thème abordé ici, merci de compléter l'article en donnant les références utiles à sa vérifiabilité et en les liant à la section « Notes et références ».
Albums de Pain
Rebirth
(1999)
Pain est le premier album produit par le groupe de metal industriel suédois éponyme Pain, sorti en 1997.

## Liste des titres
| No  | Titre                     | Durée |
| --- | ------------------------- | ----- |
| 1.  | On Your Knees (Again)     | 4:35  |
| 2.  | Rope Around My Neck       | 4:32  |
| 3.  | Learn How To Die          | 3:55  |
| 4.  | Don't Let Me Down         | 4:20  |
| 5.  | Breathe                   | 4:22  |
| 6.  | Greed                     | 2:43  |
| 7.  | Choke On Your Lies        | 4:55  |
| 8.  | The Last Drops Of My Life | 4:02  |
| 9.  | Hate Me (Bonus)           | 5:22  |
| 10. | Liar (Bonus)              | 5:18  |
| 11. | Thru The Ground (Bonus)   | 3:56  |